# Lioptilodes antarcticus
Lioptilodes antarcticus là một loài bướm đêm thuộc chi Lioptilodes.